# 中村進治郎
中村 進治郎（なかむら しんじろう、1907年〈明治40年〉 - 1934年〈昭和9年〉11月15日）は、主に昭和初期に活動した日本の挿絵デザイナー。編集者。
モダン・ボーイとしても知られた。ムーランルージュ新宿座の歌手・高輪芳子との心中で知られる。

## 経歴
神奈川県横浜市弥生町（現在の横浜市中区弥生町）にて生まれる。吉田小学校を卒業後、逓信省横浜電信電話技師官駐在所に給仕として就職。関東大震災後、活動弁士見習いなどを経て、寄稿などしていた蒲田花形社に入社した。
1928年（昭和3年）には博文館の『文藝倶楽部』掲載の菊池幽芳の『狂人』や川端康成の『花園の犠牲』の挿絵を「中村進」名義で描いた。1929年（昭和4年）には『新青年』で、おしゃれ欄「わ゙にてい・ふえいあ」（翌年「ヴォガンヴォグ」と改名）の担当を始め、横浜貿易新報連載の清水孝祐（北林透馬の筆名）『波斯猫』の挿絵も描くようになった。続けて片田江全雄の『虹の橋を渡りて』、国木田虎雄の『海港の人形』、福田正夫の『炎の華環』の挿絵を担当した。1930年（昭和5年）には雑誌『蒲田』の編集を手伝うようになり、以降しばらく編集を手掛けながら『文學時代』などにも寄稿した。
1932年（昭和7年）交際中のムーランルージュ新宿座の歌手・高輪芳子と、自宅である四谷の新宿園アパートで心中事件を起こし、中村だけ助かったため承諾殺人として起訴されて世間を騒がせた。数か月の未決監房生活を経て、懲役2年執行猶予3年の判決を受け、出所後、再び売文業を再開して、心中事件をテーマに小説を書いたり、ムーランルージュで興行などもおこなったが、1934年（昭和9年）11月15日、東京府中野区のアパートで、睡眠薬の過剰摂取で死亡。自殺とされる。享年27歳。